# Haarlemmerstraat (Leiden)

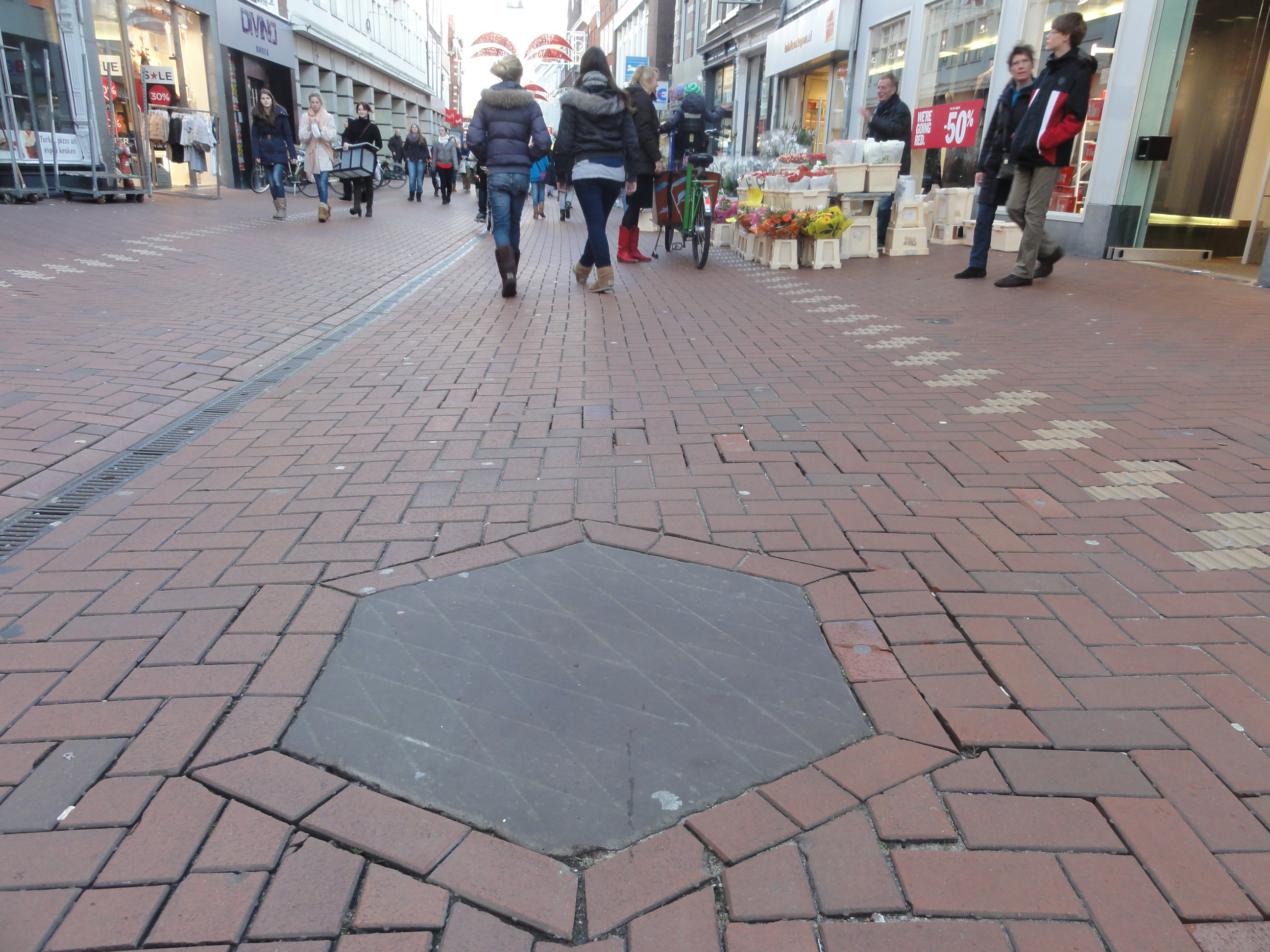
Rode Steen

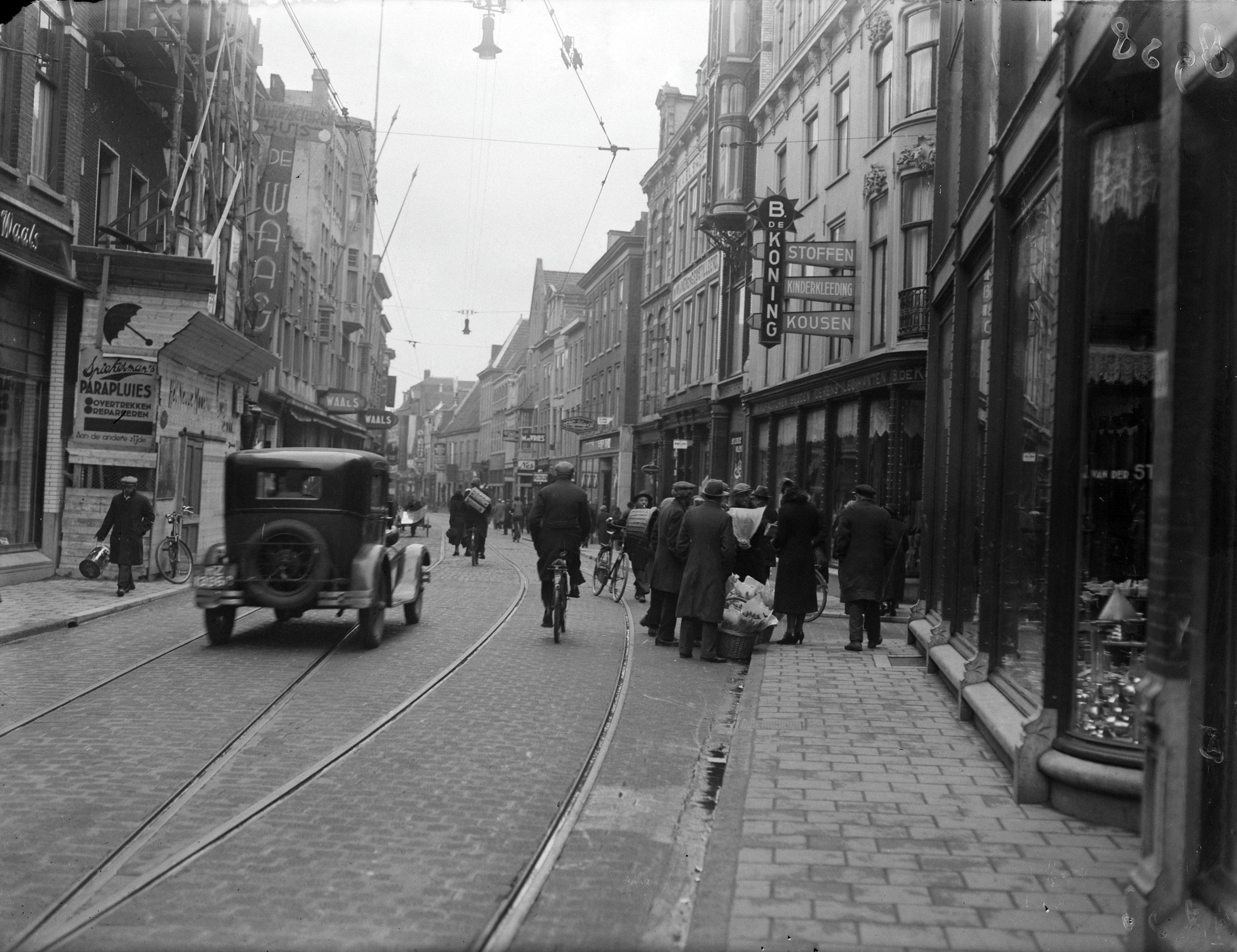
Haarlemmerstraat bij de Donkersteeg, met tramrails, omstreeks 1930

De Haarlemmerstraat is de belangrijkste winkelstraat van de Nederlandse stad Leiden, met veel grote winkelketens. De straat ligt in het centrum van de stad, in de buurten De Camp en Maredorp en is ruim 1 kilometer lang.

## Geschiedenis
De naam heeft betrekking op de oude weg die van de thans afgebroken Haarlemmerpoort (nabij het tegenwoordige Wereldmuseum Leiden) via de verdwenen dorpjes Poel en Vijfhuizen (bij de rotonde waar nu de Geversstraat aansluit op de Rhijngeesterstraatweg) over de droge strandwal via het oude dorp Oegstgeest (bij het Groene Kerkje) en Sassenheim uiteindelijk naar Haarlem liep. De Haarlemmerstraat was tevens onderdeel van de belangrijkste oost-westverbinding over de noordelijke, lage dijk langs de Rijn. In Leiden volgt de straat stroomafwaarts (oost-west) na de Lage Rijndijk en de Haven van Leiden. Na de Haarlemmerstraat volgen de Morsstraat, Morsweg en Hoge Morsweg. De Breestraat, de tweede winkelstraat, is zijn tegenhanger over de zuidelijke Hoge Rijndijk.
Aan het westelijke uiteinde van de straat stond tot 1764 de Blauwe Poort, de naamgever van de huidige Blauwpoortsbrug, die de verbinding vormt met de Morsstraat, die in het verlengde loopt, en de Steenstraat, die richting het station loopt. Aan de uiteinden van de Morsstraat en de Haarlemmerstraat bevinden zich de twee overgebleven stadspoorten van Leiden: aan de westzijde de Morspoort en op 300 meter afstand van de oostzijde de Zijlpoort.
De verschillende stadsparochies werden gemarkeerd met zeshoekige platte stenen in de bestrating: de Witte Steen, de Blauwe Steen en de Rode Steen. Deze laatste bevindt zich in de Haarlemmerstraat ter hoogte van de Donkersteeg op de grens van de parochies Onze-Lieve-Vrouwe (Onze-Lieve-Vrouwekerk) en Sint Pancras (Hooglandse Kerk).
Vanaf 1879 reed de paardentram naar de Haven van Leiden door de Haarlemmerstraat. Deze trok weinig passagiers en werd al in 1883 opgeheven. Daarna reed van 1924 tot 1961 de Gele Tram (de elektrische tramlijn I² Leiden - Wassenaar - Den Haag) over de hele lengte door deze straat. Het eindpunt was aan het oostelijke uiteinde bij het Havenplein.

## Winkelstraat
De Haarlemmerstraat is sinds eind oktober 1971 geheel autovrij, na eerst drie jaar als proef op zaterdagen een 'wandelpromenade' te zijn geweest. Het primaire winkelgedeelte loopt vanaf de Blauwpoortsbrug tot aan de Pelikaanstraat, onderdeel van een drukke noord-zuidverbinding door de Leidse binnenstad. In het gedeelte tussen de Pelikaanstraat en de Haven zijn ondanks dezelfde bestrating en hetzelfde autovrije karakter veel minder winkels.

## Bijzondere gebouwen
De Haarlemmerstraat telt twee hofjes. Het Sint Stevenshofje (Convent van Tetterode) stamt uit 1487 en werd in 1777 vernieuwd. Het Sint Janshof uit 1504 werd in 1901-1909 volledig afgebroken en weer opgebouwd.
Bij de kruising met de Lange Mare (onderdeel van de gedempte Mare) wordt de winkelbebouwing onderbroken door de opvallende Hartebrugkerk uit 1836. Ook de neogotische Onze-Lieve-Vrouw Hemelvaartkerk (bijgenaamd Mon Père) uit 1839 stond aan de Haarlemmerstraat. Na de sluiting in 1934 werd dit kerkgebouw verbouwd tot het zwembad De Overdekte, dat in 1979 werd gesloopt.

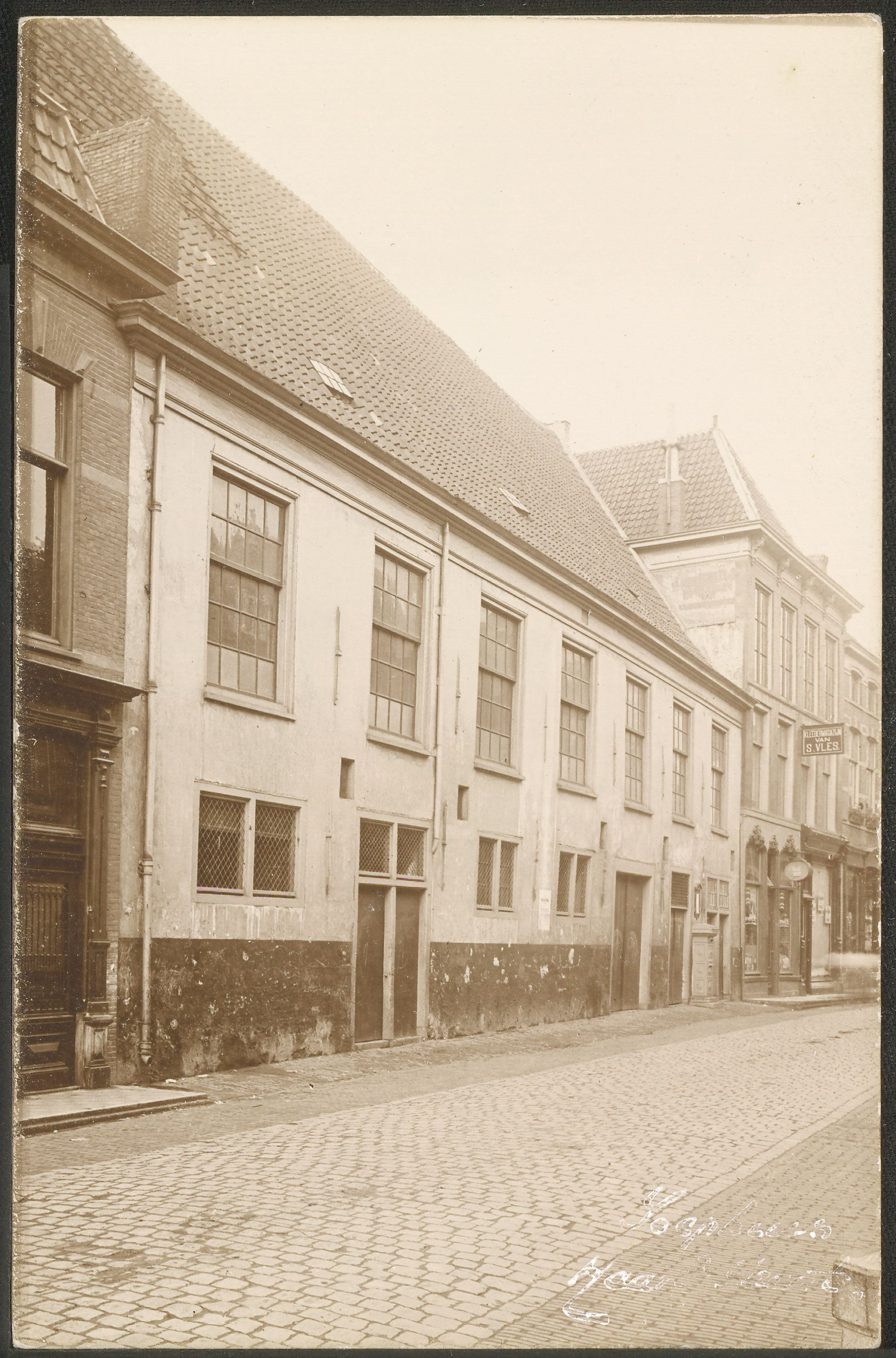
Haarlemmerstraat 165: Soephuis. 19de eeuw, foto door Henri Obreen
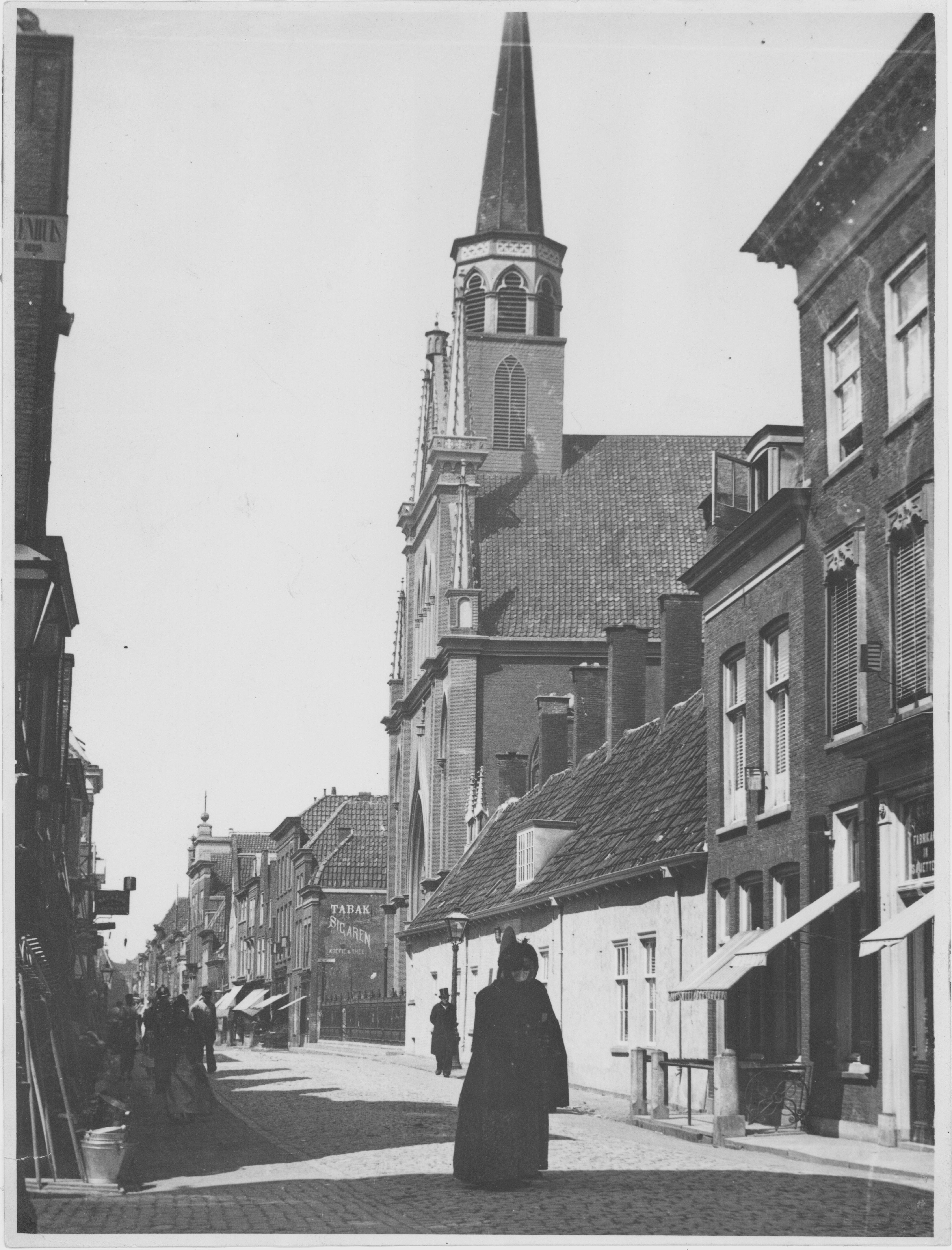
Mon Père-kerk, eind 19e eeuw